# Garcia Mendiz de Eixo
Garcia Mendiz de Eixo (fl. XII-XIII secolo) è stato un trovatore portoghese, attivo nei primi decenni del XII secolo, appartenente alla famiglia nobile dei Sousas.
Fu in esilio alla corte di Alfonso VII di León fino al 1218, dopodiché torna in Portogallo alla corte di Sancho II. Si conserva una cantiga scritta in provenzale. Garcia Mendiz è, a sua volta, padre dei trovatori Fernan Garcia Esgaravunha e Gonçalo Garcia.